# La Multiplication des pains et des poissons
 La Multiplication des pains et des poissons est une peinture réalisée par Jean Hélart en 1684 et conservée au Musée Saint-Remi de Reims.

## Description
Ce tableau représentatif de la Multiplication des pains et des poissons.
Jésus est au centre du tableau.
Un enfant lui est présenté par ses disciples, portant des pains de seigle et les poissons
À droite et en bas du tableau, un enfant dénudé regarde la scène.

## Expositions
- Tableau présenté lors de l'exposition Le Siècle de Colbert - Reims au XVIIe siècle d’octobre 2019 à janvier 2020[1],
- Tableau représentant le « le toucher », présenté lors de la 4e édition du Printemps des Musées dont le thème était « Les Cinq Sens » (voir, entendre, toucher, sentir, goûter)[2].

## Autres œuvres sur le même thème

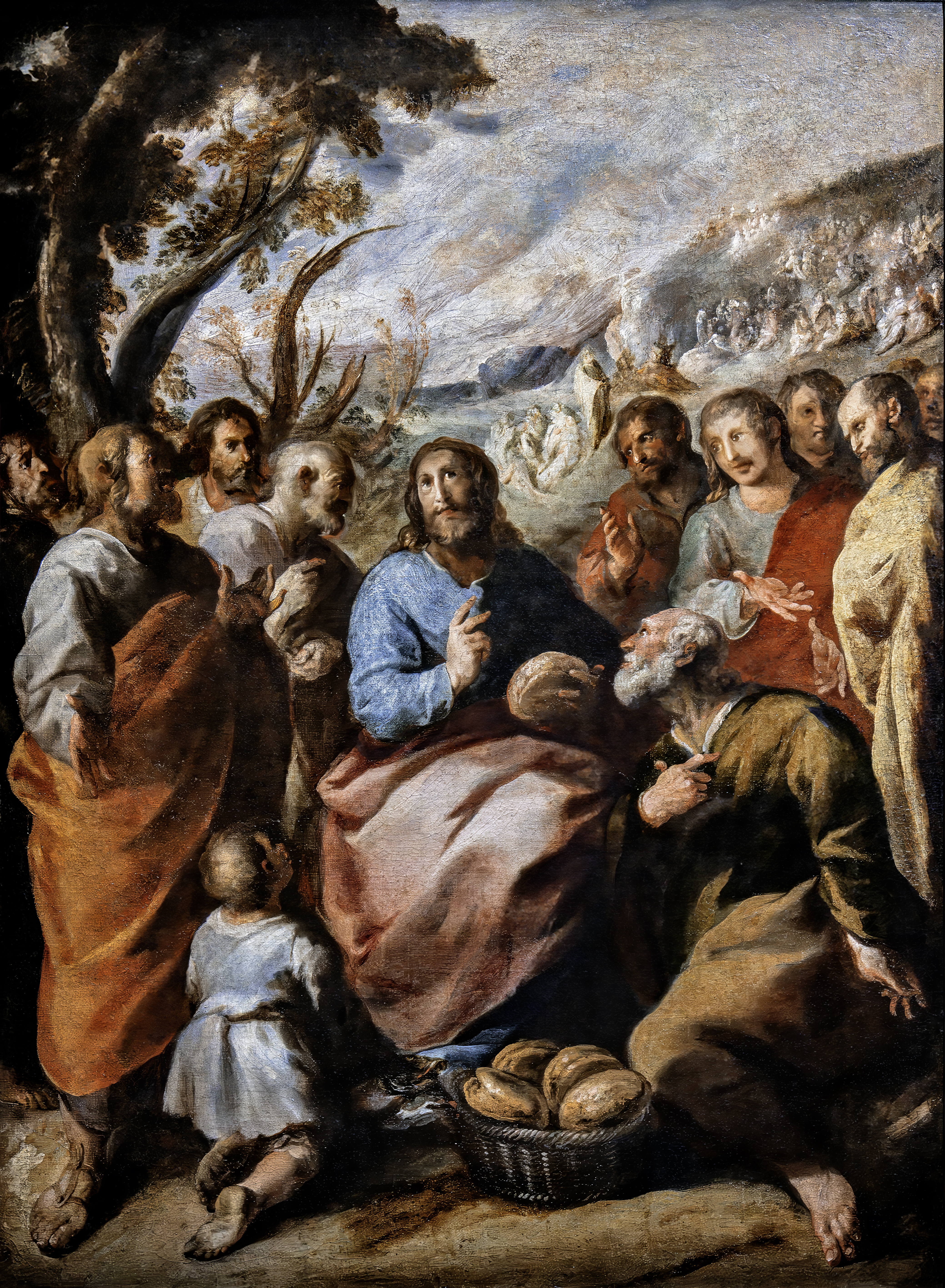
La Multiplication des pains de Francisco de Herrera le Vieux.

La scène décrite, est également reprise par de nombreux artistes :
- Par Herrera Francisco el Viejo[3],
- Par Le Tintoret en 1580[4].